# 西乔治亚大学
西乔治亚大學（英語：University of West Georgia）是美国乔治亚州的其中一间公立大学。 截至2019年秋季，该大学的学生有13,238名，包括10,411学生修读本科，2,827名学生修读研究的课程。 同时，它也是佐治亚公立大学系统其中一个大学成员。